# بين إليس
بين إليس (بالإنجليزية: Ben Ellis)‏ (11 أبريل 1906 في المملكة المتحدة - ) هو لاعب كرة قدم بريطاني في مركزي الظهير والدفاع. شارك مع منتخب ويلز لكرة القدم. أما مع النوادي، فقد لعب مع نادي بانغور سيتي ونادي ماذرويل ورابطة كرة القدم الاسكتلندية الحادية عشر ‏ وTredegar Town F.C. ‏.

## وصلات خارجية
- بين إليس على موقع قاعدة بيانات كرة القدم.إي يو (الإنجليزية)
- بين إليس على موقع ناشيونال فوتبول تيمز (الإنجليزية)